# آمبیکا مود
آمبیکا باکتی مود (انگلیسی: Ambika Bhakti Mod؛ زادهٔ ۲ اکتبر ۱۹۹۵) بازیگر، کمدین و نویسندهٔ بریتانیایی است. او در سال ۲۰۲۴ نقش اصلی مینی‌سریال اقتباسی یک روز از شبکهٔ نتفلیکس را بازی کرد.

## زندگی
مود در پاترز بار، هرتفوردشر بزرگ شد. او دختر مهاجران هندی است. مادرش در کودکی وارد بریتانیا شد و پدرش در دهه ۲۰ سالگی وارد انگلستان شد. او به مدرسه دیم آلیس اونز رفت. او با مدرک کارشناسی هنر در مطالعات انگلیسی از کالج سنت مری، دورهام فارغ‌التحصیل شد.